# Initial Graphics Exchange Specification

Logo du projet IGES du National Institute of Standards and Technology.

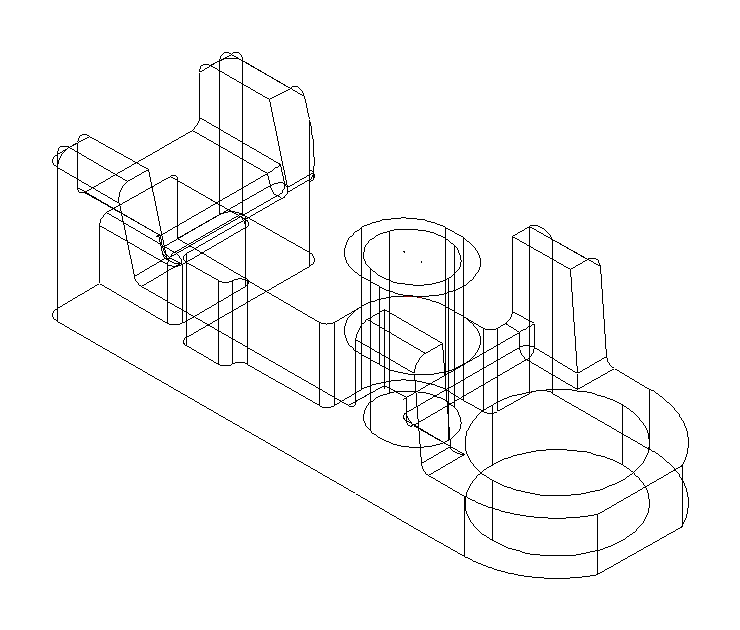
Fichier IGES test utilisé, pour démontrer l'interopérabilité au vendeur à AUTOFACT-6 en 1983

Initial Graphics Exchange Specification (IGES) est un format d'exportation de données graphiques ; IGES est directement importable dans les logiciels de CAO.
Capable de décrire des graphes aussi bien que des volumes structurés, ce format d'export présente une universalité forte dans le domaine des CAO 3D orientées surfacique et filaire.
L'export porte ici sur la définition mathématique de la surface, laquelle conserve ainsi toutes ses propriétés, indépendamment de l'échelle du dessin.

## Historique
Le format IGES est un sous-produit du programme de Fabrication intégrée par ordinateur (ICAM) (1976-1984) organisé par l'United States Air Force (USAF). Ce programme visait à définir des procédés (et particulièrement un langage de modélisation) propres à des familles d'objet (Technologie de groupe) et des logiciels de Conception et fabrication assistées par ordinateur permettant d'homogénéiser toutes les fabrications de l'industrie aérospatiale et par là, de réduire les coûts. L'USAF avait réalisé un premier pas dans cette direction avec le développement du langage de conception Automatically Programmed Tools (APT), destiné aux machines à commande numérique. L'un des objectifs essentiels de l'ICAM était la définition d'un format d'échange de données commun à la phase de conception et la fabrication, qui serait utilisable pour les machines informatisées du Secteur aéronautique et spatial américain. L'une des principales difficultés venait de l'incompatibilité des données produites par les logiciels de CAO de l'époque. À cette fin, le bureau de l'ICAM réunit en 1978 les experts au National Bureau of Standards (qui venait d'être rebaptisé National Institute of Standards and Technology ou NIST). Boeing proposa de vendre son logiciel de CAO à l'USAF au prix symbolique d'un dollar. Fort de cette première brique du programme, l'USAF chargea le NIST de fédérer les efforts des constructeurs et bureaux d'études intéressés par la standardisation des données : Boeing, General Electric, Xerox, Computervision, Applicon, etc.
À partir de 1988, le Département de la Défense a imposé aux entreprises des formats d'échange de données numérique (dont l'IGES) pour tous ses contrats d'armement (schémas, plans de circuits, etc.). 
Normalisé par l'ANSI dès 1980, le format IGES s'est diffusé dans la construction automobile, l'industrie aérospatiale et le génie civil. Il a été utilisé pour la conception de divers systèmes d'armes, depuis le système de guidage du missile Trident jusqu'aux porte-avions. Les données numériques de conception devaient pouvoir être réutilisées même après la disparition du constructeur des pièces. Ainsi, les fichiers au format IGES permettent de relire et d'exploiter encore des plans maintenant anciens. Des greffons IGES ont été écrits pour les navigateurs web : ils permettent de lire des plans vieux de plus 20 ans.
Depuis la publication de la norme STEP (ISO 10303) (1994), le développement du format IGES a perdu de sa faveur, et il n'a guère évolué depuis la Version 5.3 (1996) ; il est donc extrêmement stable.

## Format des données
Un fichier IGES est composé d'enregistrements de 80 caractères ASCII, une longueur d'enregistrement dérivée de l'ère des cartes perforées (cette limitation de format se retrouve dans la norme FORTRAN IV). Les chaînes de texte sont représentées au format "Hollerith (en)", le nombre de caractères dans la chaîne, suivi de la lettre "H", suivi de la chaîne de texte,
par exemple, "4HSLOT" (est le format de chaîne de texte utilisé dans les premières versions du langage Fortran).
Voici un petit fichier IGES de 1987,1 contenant seulement deux POINT (Type 116), deux arcs circulaires (Type 100) et deux entités ligne (Type 110). Il s'agit d'un logement, avec les points dans les centres des deux demi-cercles qui se forment aux extrémités de la fente et les deux lignes qui forment les côtés.
```
                                                                        S      1
1H,,1H;,4HSLOT,37H$1$DUA2:[IGESLIB.BDRAFT.B2I]SLOT.IGS;,                G      1
17HBravo3 BravoDRAFT,31HBravo3->IGES V3.002 (02-Oct-87),32,38,6,38,15,  G      2
4HSLOT,1.,1,4HINCH,8,0.08,13H871006.192927,1.E-06,6.,                   G      3
31HD. A. Harrod, Tel. 313/995-6333,24HAPPLICON - Ann Arbor, MI,4,0;     G      4
     116       1       0       1       0       0       0       0       1D      1
     116       1       5       1       0                               0D      2
     116       2       0       1       0       0       0       0       1D      3
     116       1       5       1       0                               0D      4
     100       3       0       1       0       0       0       0       1D      5
     100       1       2       1       0                               0D      6
     100       4       0       1       0       0       0       0       1D      7
     100       1       2       1       0                               0D      8
     110       5       0       1       0       0       0       0       1D      9
     110       1       3       1       0                               0D     10
     110       6       0       1       0       0       0       0       1D     11
     110       1       3       1       0                               0D     12
116,0.,0.,0.,0,0,0;                                                    1P      1
116,5.,0.,0.,0,0,0;                                                    3P      2
100,0.,0.,0.,0.,1.,0.,-1.,0,0;                                         5P      3
100,0.,5.,0.,5.,-1.,5.,1.,0,0;                                         7P      4
110,0.,-1.,0.,5.,-1.,0.,0,0;                                           9P      5
110,0.,1.,0.,5.,1.,0.,0,0;                                            11P      6
S      1G      4D     12P      6                                        T      1

```

Le fichier est divisé en 5 sections : Début, Global, Entrée d'annuaire, Paramètres des données, et Fin, indiquées respectivement par les caractères S, G, D, P ou T à la 73e colonne. Les caractéristiques et les données géométriques d'une entité sont réparties entre les deux sections ; un à deux enregistrements, un dans un format de longueur fixe entrée de répertoire ou DE Section), l'autre dans un enregistrement multiple, le format délimité par des virgules (les données de paramètre ou PD Section), comme cela peut être vu d'une manière plus explicite sur le fichier MISC - IGES Example File slot (dump).
À l'affichage, l'utilisateur doit voir deux points jaunes (difficiles à voir sur un fond blanc, mais la plupart des systèmes de CAO ont un fond noir), dont l'un est situé à l'origine mathématique aux coordonnées [0,0,0], deux arcs circulaires rouges, reliés par deux lignes vertes.
|  |  |